# Raccolta alchemica
Una raccolta alchemica è una raccolta di testi alchemici, ovvero riguardanti l'alchimia.

## IlLiber Geberincunabolo (1475-1485)
La prima compilazione stampata di testi alchemici è un incunabolo, stampato a Venezia nel 1475 o a Roma  nel 1485, il Liber Geber che comprende quattro trattati attribuiti a Geber tra cui l'importante Summa perfectionis, accompagnata da poemi alchemici.

## De Alchemia (1541)
Nel 1541 Johann Petreius pubblica a Norimberga dieci trattati alchemici dal titolo De Alchemia. 

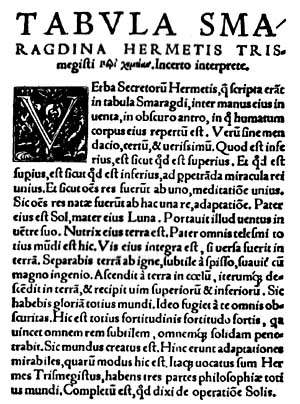
Editio princeps della Tabula Smaragdina- Estratto del De Alchimia, Norimberga 1541

Edita da Andreas Osiander (Osiander pubblicò nel 1543, sotto lo stesso tipografo, il De revolutionibus orbium coelestium di Copernico).
Questa compilazione di testi alchemici riprende i trattati del Liber Geber, e vi aggiunge la versione corrente detta "vulgata" della Tavola di smeraldo; si tratta dunque dell'editio princeps accompagnata dal commentario dell'Ortolano.
- Geber, De investigatione perfectionis metallorum
- Geber, Summæ perfectionis metallorum, sive perfecti magisterij
- Geber, De inventione veritatis seu perfectionis metallorum
- Geber, De fornacibus construendis
- Ruggero Bacone, Speculum alchemi
- Richardi Anglici, Correctorium alchemiæ
- Rosarius minor, de alchemia, incerti authoris
- Liber secretorum alchemiæ Calidis filij Iazichi Iudæi
- Ermete Trismegisto, Tabula smaragdina de alchemia (prima versione stampata della Tavola di smeraldo)
- Hortulani philosophi, super Tabulam smaragdinam Hermetis commentarius (commentario dell'Ortolano sulla Tavola di Smeraldo)

Petreius aveva iniziato a collezionare alcuni documenti alchemici allo scopo di pubblicare una raccolta più completa. Alla sua morte, nel 1550, questa collezione è passata a un suo parente, Heinrich Petri di Bâle, che l'ha pubblicata nel 1561, in collaborazione con Pietro Perna. 
Si trattava di un insieme di 53 testi dal titolo Verae alchemiae artisque metallicae, citra aenigmata, doctrina.

## Artis Auriferae (1572)
Benché Petri continuasse a pubblicare altre opere alchemiche, è soprattutto Perna che pubblica nel 1572 une serie de sette volumi contenente più di 80 testi, l' Artis auriferae, quam chemiam vocant. Perna prevedeva d'includere la collezione di suo genero Konrad Waldkirch, in una nuova serie, tuttavia vendette alla fine il tutto a Lazare Zetzner, che la pubblicò all'interno dei tre primi volumi del Theatrum Chemicum en 1602.

## Theatrum Chemicum Britannicum (1652)

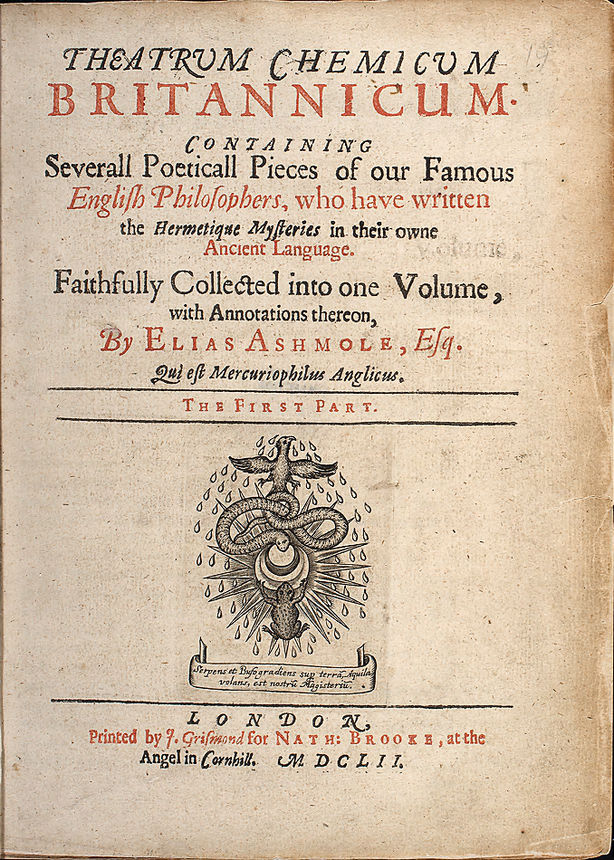
Prima edizione del Theatrum Chemicum Britannicum di Elias Ashmole

Elias Ashmole pubblicò nel 1652 a Londra il Theatrum Chemicum Britannicum (titolo completo : Theatrum Chemicum Britannicum. Containing Severall Poetical Pieces of our Famous English Philosophers, who have written the Hermetique Mysteries in their owne Ancient Language. Faithfully Collected into one Volume, with Annotations thereon, by Elias Ashmole, Esq. Qui est Mercuriophilus Anglicus).

## Biblioteca dei filosofi chimici
La Biblioteca dei filosofi chimici, edita nel 1672-73, fu edita nuovamente e completata nel 1740-44 da Jean Maugin de Richenbourg con il seguente contenuto:

### Volume I
Avviso e prefazione
1. Ermete La Tavola di Smeraldo, con il Commentario dell'Ortolano. 
2. Ermete I Sette Capitoli. 
3. Il Dialogo di Maria e Aros, sul Magistero di Ermete. 
4. Geber La Somma della Perfezione.

### Volume II
5. La Tourba Philosophorum 
6. Colloquio del Re Calido e del Filosofo Morieno sul Magistero di Ermete. 
7. Artephius Il Libro. 
8. Sinesio Il Libro. 
9. Flamel La spiegazione delle Figure Geroglifiche. 
10. Flamel, Il Sommario filosofico. 
11. Flamel,  Il Desiderio desiderato. 
12. Trevisan, Il Libro della Filosofia Naturale dei Metalli. 
13. Trevisan, La parola abbandonata. 
14. Il Sogno Verde.

### Volume III
15. Basilius Valentinus Le dodici chiavi di Filosofia. 
16. Basilius Valentinus L'Azoth, o la Maniera di fare l'oro nascosto dei Filosofi. 
17. L'Antica Guerra dei Cavalieri, o il Trionfo Ermetico [Limojon de Saint Didier.] 
18. La Luce uscente da se stessa dalle Tenebre, Poema sulla Composizione della Pietra dei Filosofi, tradotto dall'italiano, con un Commentario.

### Volume IV
19.Ireneo Filalete Trattato dell'Ingresso Aperto del Palazzo chiuso del re.  
20. Ireneo Filalete Spiegazione di questo Trattato. 
21. Ireneo Filalete Esperienze sull'Operazione del Mercurio filosofico.
22. Ireneo Filalete Spiegazione della lettera di Georges Riplée a Edouard IV. 
23. Ireneo Filalete Principi, per la Conduzione dell'Opera ermetica.   
24. L'Arca aperta, o la Cassetta del piccolo Contadino. 
25. Philippe Rouillac Compendio della grande Opera dei Filosofi.
26. Raimondo Lullo La Delucidazione o la Chiarificazione del Testamento.
27. Esprit Gobineau de Montluisant Spiegazione degli Enigmi e delle Figure Geroglifiche, che si trovano sul grande Portale della Chiesa... di Notre Dame de Paris. 
28. Lo Pseudo Ermofilo, inviato a Filalete. 
29. Trattato di un Filosofo sconosciuto, sull'opera. Ermetica, rivisto e chiarito dal Discepolo Sofizzato. 
30. Lettera Filosofica di Philovite a Eliodoro. 
31 Precetti e istruzioni di Padre Abramo a suo figlio contenenti la vera Saggezza ermetica tradotti dall'Arabo. 
32. Wenceslaus Lavinius Trattato del Cielo terrestre. 
33. Dizionario Compendiato dei Termini dell'Arte e delle antiche Parole.

## Bibliotheca chemica curiosa (1702)
Nel 1702 il medico svizzero Jean-Jacques Manget  pubblicò in due volumi la Bibliotheca chemica curiosa.
Il titolo completo è Bibliotheca chemica curiosa, seu rerum ad alchemiam pertinentium thesaurus instructissimus: quo non tantum Artis Auriferæ, ac scriptorum in ea nobiliorum historia traditur; lapidis veritas argumentis & experimentis innumeris, immo & juris consultorum judiciis evincitur; termini obscuriores explicantur; cautiones contra impostores, & difficultates in tinctura universali conficienda occurrentes, declarantur: Verum etiam tractatus omnes virorum celebriorum, qui in magno sudarunt elixyre, quique ab ipso Hermete, ut dicitur, Trismegisto, ad nostra usque tempora de Chrysopoæ scripserunt, cum præcipuis suis commentariis, concinno ordine dispositi exhibentur. Ad quorum omnium illustrationem additæ sunt quamplurimæ figuræ æneæ, Chouet, Genève, 1702.